# Jørn H. Sværen
Jørn Henrik Sværen (* 1974) ist ein norwegischer Liedtexter, Schriftsteller, Übersetzer und Verleger.

## Leben und Schaffen
Er lernte Kristoffer Rygg Ende der 1980er auf einem Konzert von Morbid Angel kennen, beide waren damals Teil der jungen norwegischen Black-Metal-Szene. Sværen spielte Demoaufnahmen im Lokalradio und arbeitete mit Bård G. Eithun am Orcustus-Fanzine. In den 1990ern trat er als Liedtexter und Übersetzer für Ulvers Demo Vargnatt, ihr Album Nattens Madrigal – Aatte Hymne Til Ulven i Manden und Arcturus’ Album La Masquerade Infernale in Erscheinung. Seit Anfang der 2000er ist er offizielles Bandmitglied von Ulver, bezeichnet sich jedoch nicht als Musiker, da er kein Instrument richtig spielen könne.
Sværen war Leiter des Osloer Verlages H Press bis zu dessen Schließung Ende 2009. Eigene Bücher, vornehmlich Lyrik, veröffentlicht er u. a. über seinen England Forlag. Außerdem hat er Werke von Emmanuel Hocquard und Claude Royet-Journoud ins Norwegische übertragen.
Er lebt in Oslo.

## Diskografie
- 2005: Blood Inside
- 2007: Shadows of the Sun
- 2011: Wars of the Roses
- 2011: The Norwegian National Opera (DVD)
- 2012: Childhood’s End
- 2013: Messe I.X–VI.X
- 2014: Terrestrials
- 2016: ATGCLVLSSCAP
- 2016: Riverhead
- 2017: The Assassination of Julius Caesar
- 2020: Flowers of Evil

## Bibliografie
- 2007: En kirke
- 2008: Et barn eller en bok
- 2009: London
- 2010: Tre bøker
- 2011: Dronning av England
- 2013: Den engelske kanal (als Herausgeber, seither jährlich)
- 2013: Det ferdige verkets skjønnhet
- 2014: Vi er tiggere
- 2015: Håndtak
- 2016: Bordkort
- 2016: Et barn bærer
- 2018: Dronningburet
- 2019: Fyra väggar
- 2019: Klokkene
- 2020: Britisk museum